# Hermandad de la Soledad (Jerez)
La Pontificia y Venerable e Ilustre Hermandad de Nuestra Madre y Señora de la Soledad y Sagrado Descendimiento de Nuestro Señor Jesucristo, popularmente conocida como La Soledad o El descendimiento, es una cofradía católica que realiza su estación de penitencia en la tarde del Viernes Santo en Jerez de la Frontera.

## Historia
Durante muchos años fue sede de la banda musical de la Soledad.
La hermandad cumplió 450 años en 2014, recibiendo la Medalla de Oro de Jerez de la Frontera

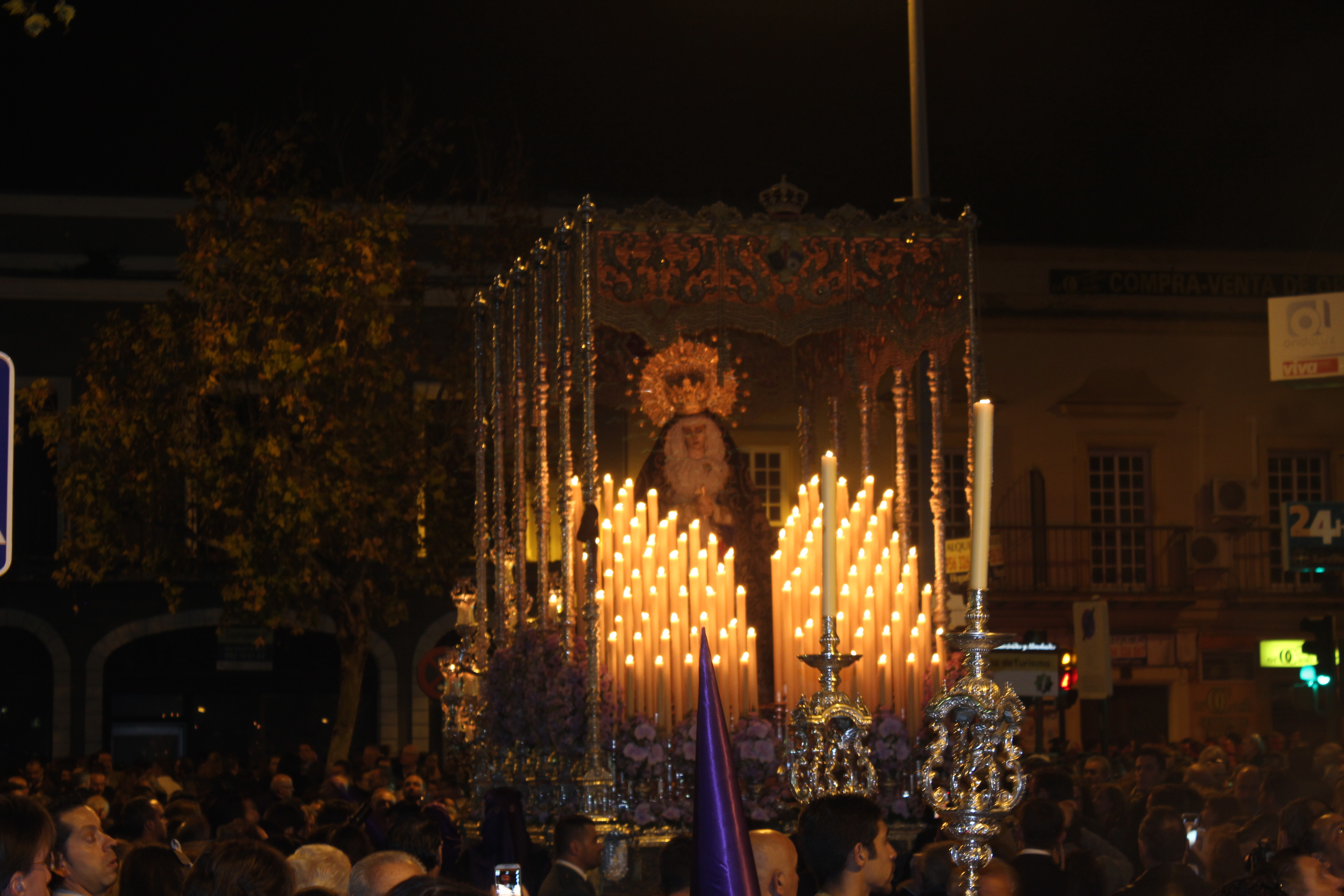
Paso de Dolorosa

## Pasos
Paso de Misterio:Es un magnífico paso dorado conocido popularmente como "El Pegaso" debido a su peso y dimensiones.
Paso de Palio: Es un paso en plata donde procesiona Nuestra Madre y Señora de la Soledad.

## Sede

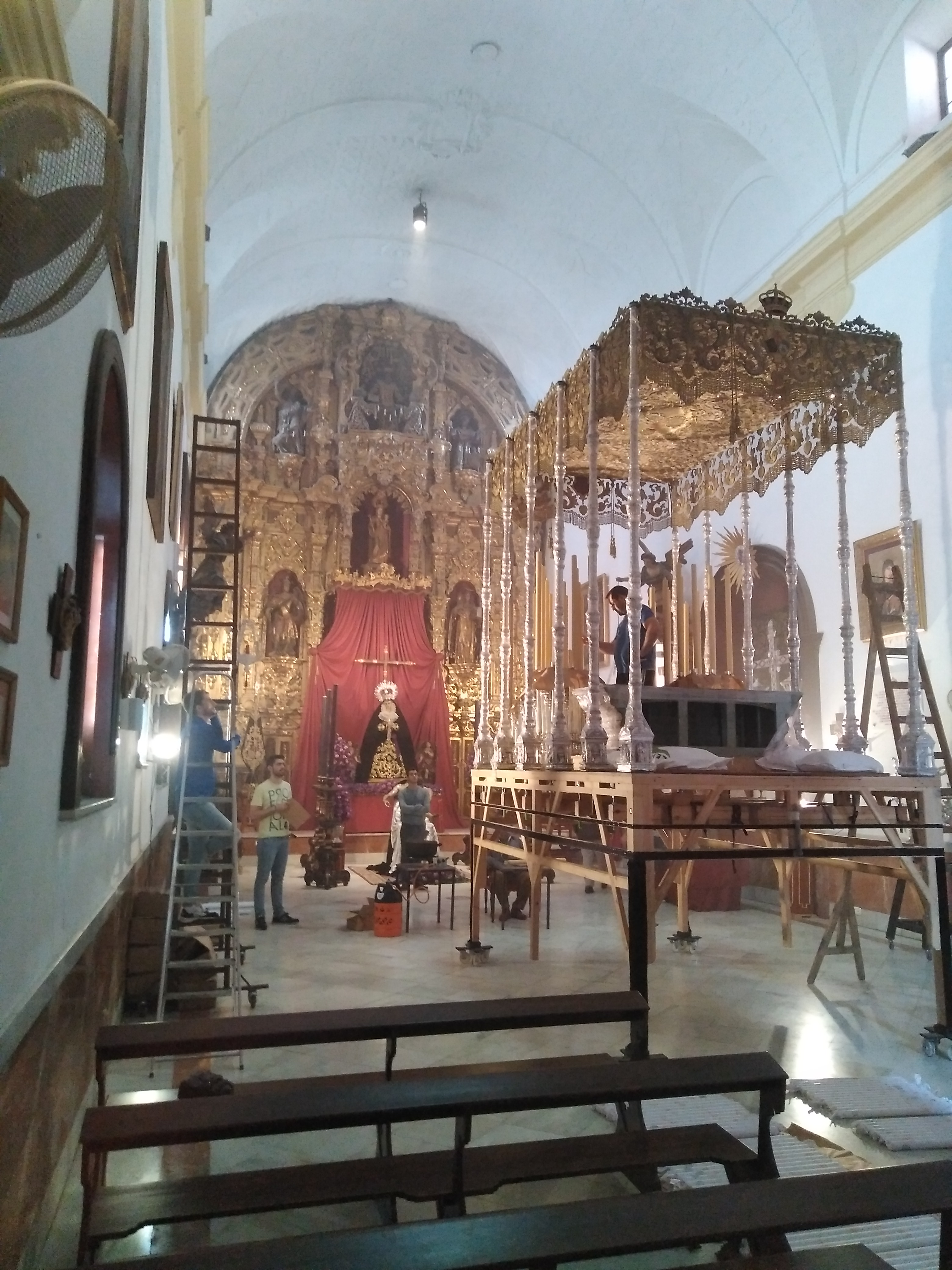
Montaje del paso de palio

Tiene como sede canónica la Iglesia de la Victoria, en un antiguo convento a los extramuros de la ciudad.

## Paso por carrera oficial
| Predecesor: El Cristo | Orden de entrada en Carrera Oficial (Viernes Santo) 4º lugar | Sucesor: Santo Entierro(sábado Santo) |